# Sint-Michaëlkerk (Woudsend)
De Sint-Michaëlkerk is een kerkgebouw in Woudsend in de Nederlandse provincie Friesland.

## Beschrijving
De kerk uit 1792 is gewijd aan Sint-Michaël en is de oudste rooms-katholieke kerk van Friesland. De kerk werd als schuilkerk gebouwd, achterafgelegen achter een woonhuis en zonder toren. De driebeukige schuilkerk werd in 1933 verbouwd. Aan de westzijde verrees een toren en het schip (gedekt door een tongewelf) werd met twee traveeën verlengd. Tot de inventaris behoren neogotische heiligenbeelden (Isidorus, Barbara, Theresia, Antonius, Maria, Jozef) van rond 1880 en meubilair dat in 1909 door Wolter te Riele werd geplaatst. Het gebrandschilderd glas (1927-1933) is gemaakt door atelier C. van Straaten. De schilderingen in het koor (1937) zijn van Jacob Ydema. Het eenklaviers orgel uit 1811 (geplaatst in 1840) is gemaakt door Albertus van Gruisen.
De kerk behoort sinds 2015 tot de 
Heilige Christoffel Parochie.

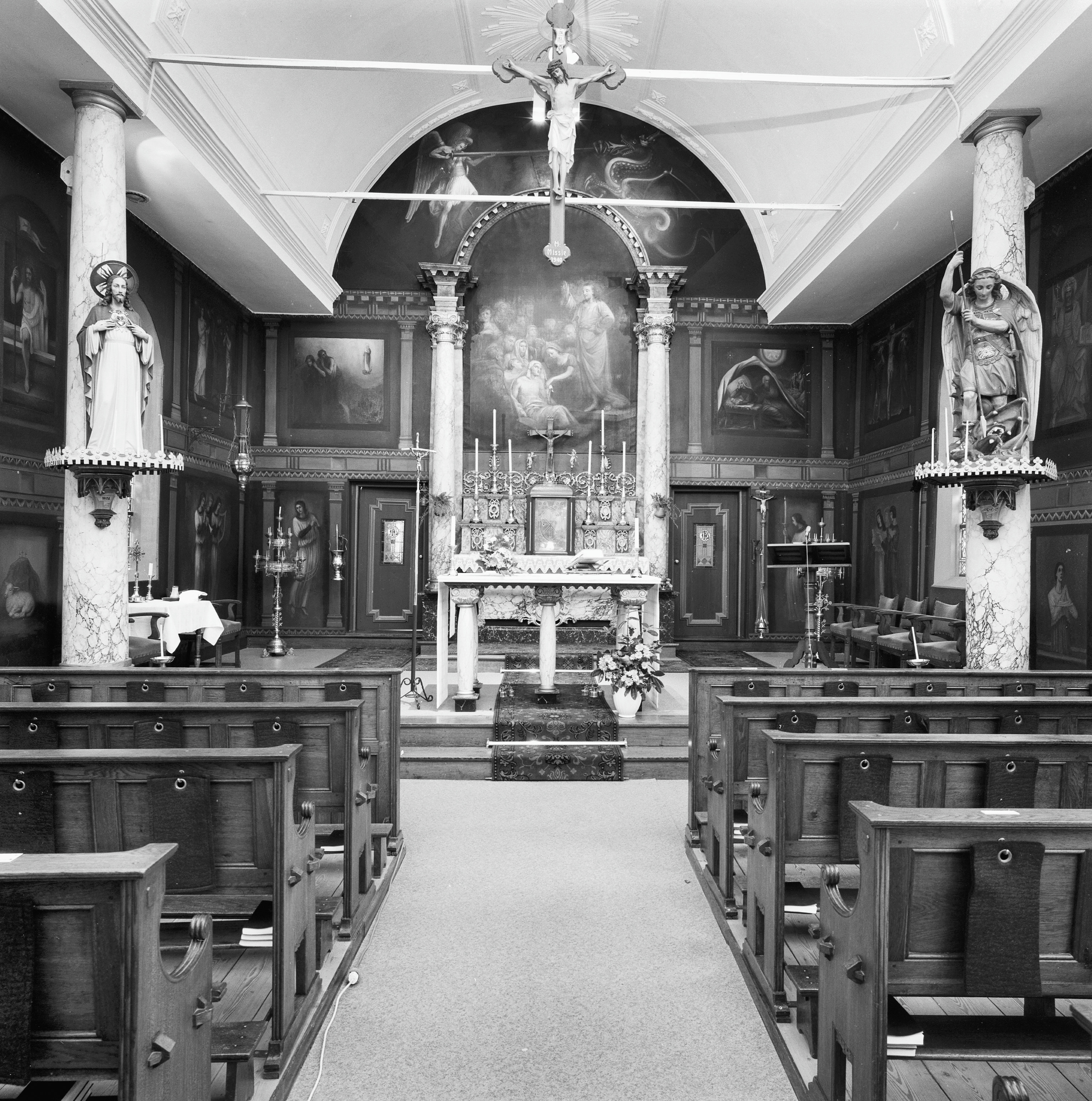
Interieur met altaar (1993)
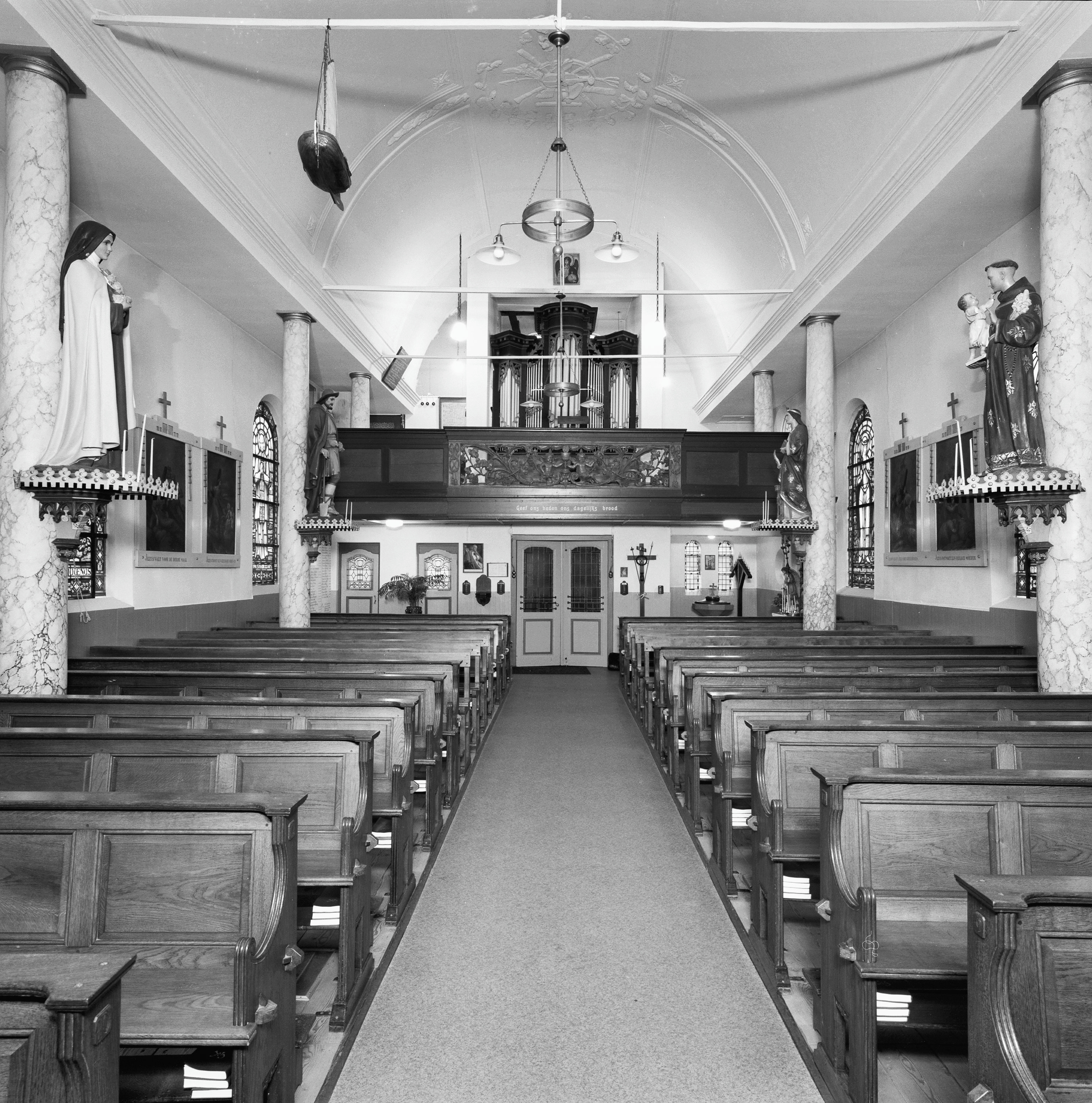
Interieur met orgel
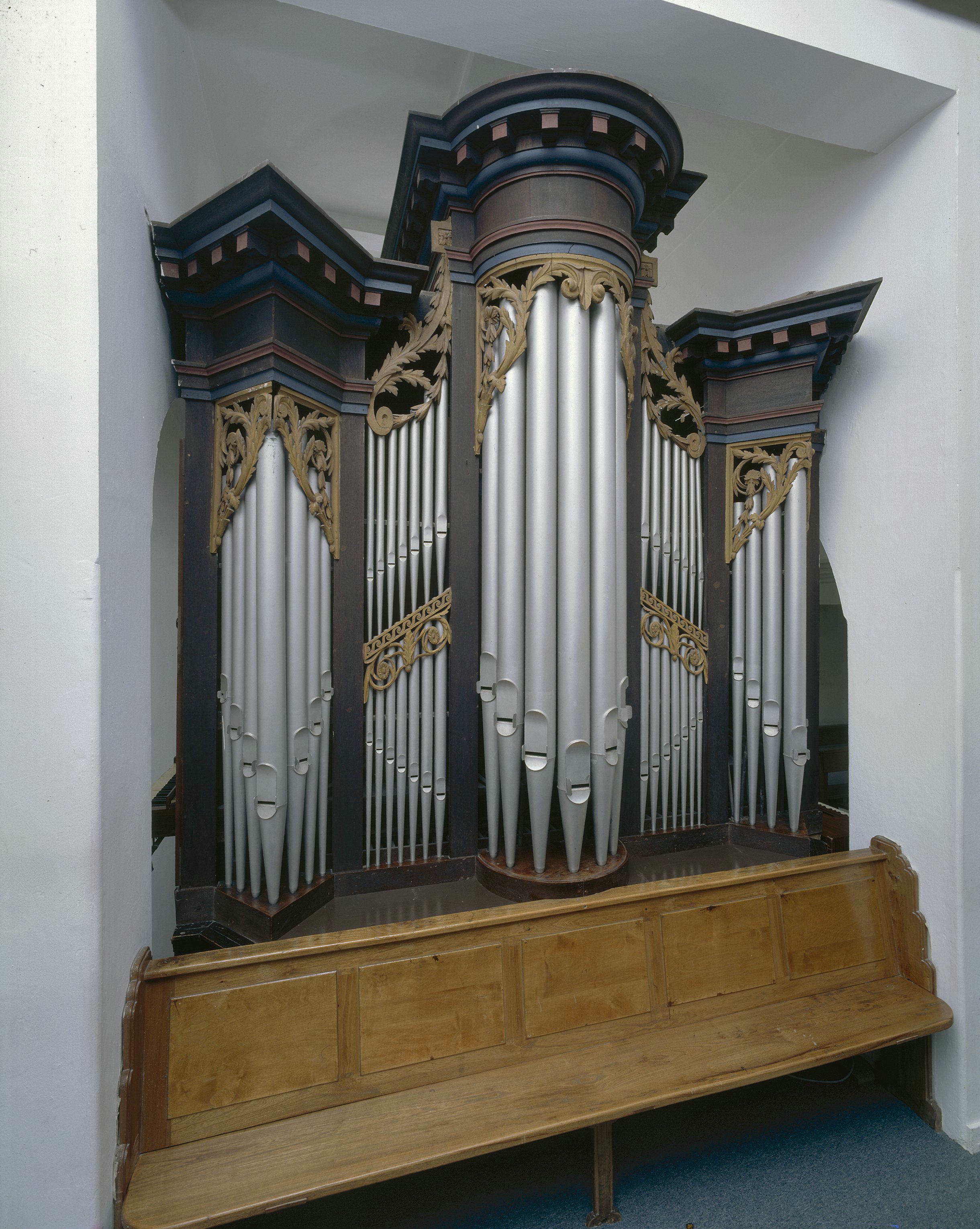
Van Gruisen-orgel (1999)
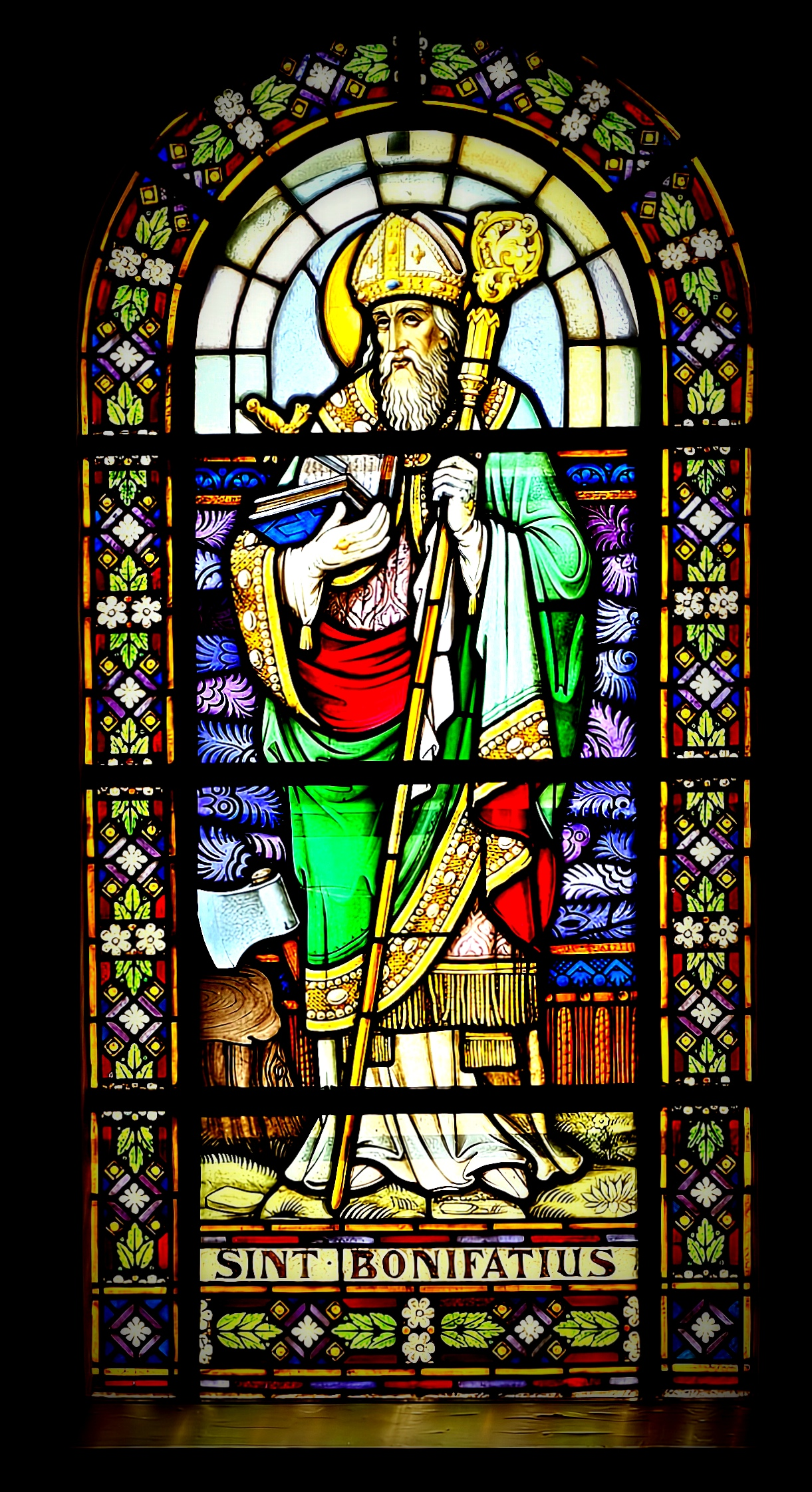
Raam Bonifatius (2024)

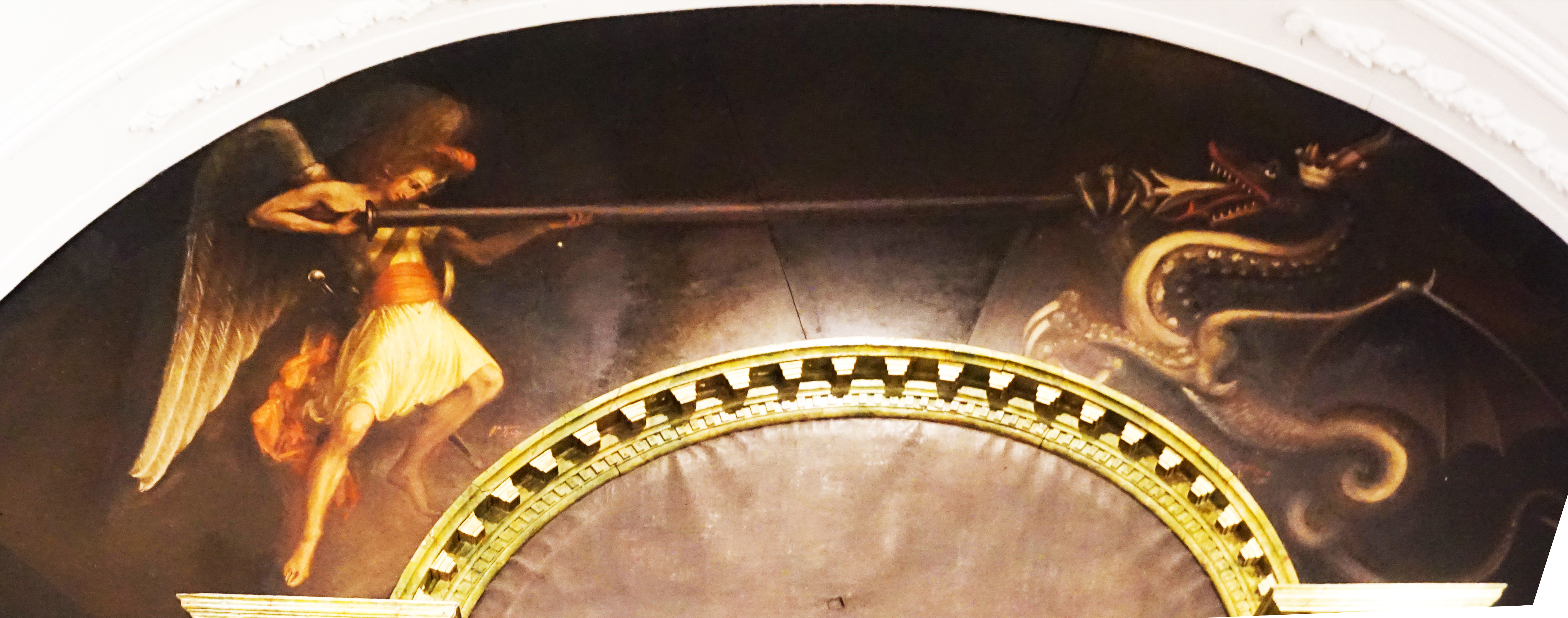
Jacob Ydema, De aartsengel Michaël verslaat de duivel (1937)